# Energia (djur)
Energia är ett släkte av fjärilar. Energia ingår i familjen plattmalar.
Kladogram enligt Catalogue of Life:
| Energia | \| \| Energia inopina \| \| \| \| \| \| Energia subversa \| \| \| \| |
|         | \| \| Energia inopina \| \| \| \| \| \| Energia subversa \| \| \| \| |
|         | Energia inopina                                                      |
|         |                                                                      |
|         | Energia subversa                                                     |
|         |                                                                      |